# Josafá I de Constantinopla
Josafá I de Constantinopla, dito Kokkas e nascido Antônio Josafá (em grego: Ιωάσαφ Α΄ Κόκκας; m. depois de 1463), também conhecido como Joasafá, foi patriarca ecumênico de Constantinopla na década de 1460. As datas exatas de seu reinado são incertas e discutidas entre os especialistas, variando de 1462 e 1465.

## História
Antônio Kokkas provavelmente nasceu de pais ocidentais e se tornou monge muito cedo. Segundo Laurent e Kiminas, ele foi eleito patriarca com o nome Josafá em 1 de abril de 1462 numa apressada sessão realizada um dia depois da morte do patriarca Isidoro II. Durante seu patriarcado, foi obrigado a enfrentar problemas provocadas por conflitos entre monges e intrigas entre nobreza grega.
O conflito que levou ao trágico fim do patriarcado de Josafá envolveu o acadêmico e político Jorge Amiroutzes, renomado por ter convencido o imperador David de Trebizonda a se render ao Império Otomano e que, juntamente com toda a nobreza do antigo Império de Trebizonda, se mudou para Istambul (Constantinopla). Jorge se tornou amigo íntimo do sultão otomano Maomé II e manifestou seu desejo de se casar com a bela Mouchliotissa, viúva do último duque de Atenas Francesco Acciaiuoli II, mesmo sendo casado com uma esposa ainda viva. O patriarca Josafá se recusou a conceder sua permissão por se tratar de um caso de bigamia sob o direito canônico. Amiroutzes continuou pressionando e pediu ajuda a seu primo, o grão-vizir Mamude Paxá Angelović, que tentou convencer o Santo Sínodo a depor o patriarca. Alguns estudiosos, porém, propõem alguns detalhes diferentes para estes eventos.
Irritado pela recusa de Josafá, o sultão Maomé II ordenou que ele fosse humilhado com o corte de sua barba e também puniu o megas ekklesiarches (o principal sacristão) Manuel Cristônimo, futuro patriarca Máximo III, ordenando que seu nariz fosse decepado. Estes eventos levaram Josafá a uma depressão que culminou numa tentativa de suicídio: no dia da Páscoa de 1463 (10 de abril), ele deliberadamente se atirou na cisterna que fica abaixo da Igreja de Pammakaristos.
Ele foi resgatado, deposto e exilado para Anquíalo, abrindo caminho para que Amiroutzes se casasse com sua nova esposa.

## Cronologia
A cronologia do patriarcado de Josafá I Kokkas é disputada entre os acadêmicos. Estudos mais recentes, como Kiminas (2009), Podskalsky (1988), Laurent (1968) e Runciman (1985) localizam o patriarcado de Josafá depois de Isidoro II e antes de Sofrônio I, datando-o entre abril de 1462 e abril de 1463.
Outros estudiosos, seguindo o bispo Germano de Sardeis (1933-1938) e Grumel (1958), e também o sítio oficial do Patriarcado Ecumênico propõem que Josafá I teria reinado depois de Sofrônio I e antes de Marcos II, sugerindo que seu reinado teria iniciado no começo de 1465 (ou julho de 1465) e terminado no início de 1466. Blanchet (2001) data o início do patriarcado de Josafá no verão de 1464, diretamente depois de Sofrônio.
Além disto, não há consenso entre os estudiosos sobre a duração e a cronologia do segundo e do terceiro mandatos de Genádio Escolário, que supostamente se intercalaram entre os patriarcados de Josafá e Sofrônio. Para uma comparação entre as principais sugestões, veja a lista dos patriarcas.